# Угрюмов, Григорий Иванович
Григо́рий Ива́нович Угрю́мов (30 апреля [11 мая] 1764, Москва — 16 [28] марта 1823, Санкт-Петербург) — русский живописец, крупнейший представитель классицистической школы исторической живописи последней трети XVIII — первой трети XIX века. Академик (с 1797; ассоциированный член — «назначенный» с этого же года), профессор (с 1800) и ректор отделения исторической живописи (с 1820) Императорской Академии художеств.

## Биография
Родился в Москве в семье купца-жестянщика родом из села Норского Ярославской губернии Ивана Михайловича Угрюмова, депутата Комиссии по составлению проекта Нового Уложения. Крещён в сохранившейся до сих пор Успенской (Пятницкой) церкви, в которой была сохранена плащаница его работы.
В 1770 году был принят в Воспитательное училище при Императорской Академии художеств. Главными его наставниками были И. А. Акимов, Г. И. Козлов и П. И. Соколов; также заявляется — согласно персоналии «Брокгауза — Ефрона» — об ученичестве у Д. Г. Левицкого. По окончании академического курса в 1785 году с малой золотой медалью, полученной за картину «Изгнанная Агарь с малолетним сыном Измаилом в пустыне», Угрюмов в 1787 году за казённый счёт отправляется за границу для совершенствования мастерства живописца. Пробыв четыре года в Риме, где изображал античные статуи, Веронезе и Гвидо Рени, он вернулся в Санкт-Петербург в 1790 году. В следующем году ему было поручено преподавание исторической живописи в Академии.
В конце 1780-х годов или в начале 1790-х годов, в период обустройства  Александровой дачи, сделал там несколько зарисовок, а также расписал купол Храма Розы без Шипов на тему «Апофеоз Петра I».
Получил звание «назначенного в академики» (1794 г.). Звание академика получил в 1797 году за картину «Испытание силы Яна Усмаря».
Программа картины: «На ратном поле в присутствии великого князя Владимира Российского воина меньший сын показывает опыт своей необычайной силы над разъяренным быком, которого на всем бегу ухватив за бок рукой, вырывает кожу и мясо колико захватил».
Вскоре после того возведён в адъюнкт-профессоры, состоял им до 1800 года, позже был повышен в профессоры. С 1800 года стал заседать в совете Академии. Наконец, в 1820 году был сделан ректором исторической живописи. Почётный член Вольного общества любителей словесности, наук и художеств.
В продолжение своей деятельности пользовался в России громкой известностью и благоволением трёх монархов: Екатерины Великой, Павла I и Александра I; по их заказам исполнял часто больши́е и многосложные картины для важнейших из строившихся тогда зданий: Троицкого собора в Александро-Невской лавре, Михайловского замка и Казанского собора, собор в Одессе и прочие. Особого внимания заслуживают две большие его картины: «Взятие Казани 2 октября 1552 года войсками Ивана Грозного» (1797—1799 гг.) и «Призвание Михаила Федоровича Романова на царство 14 марта 1613 года» (не позднее 1800 г.), написанные для Михайловского замка, а также «Торжественный въезд Александра Невского в город Псков» (1793 г). Кроме того, можно указать на образы его работы в Казанском соборе («Святой Зосима и Савватий», два архангела на южной и северной дверях иконостаса) и церквах лейб-гвардий Финляндского полка и бывшего Московского полка. Угрюмов искусно писал портреты, каковы, например, портреты своего тестя купца И. В. Водовозова (отца писателя В. И. Водовозова) и доктора И. К. Каменецкого.
Как преподаватель, он имел большое влияние на успехи русской живописи, дав образование крупнейшим историческим художникам следующего поколения: Андрею Ива́нову, Василию Шебуеву и Алексею Егорову, а также портретистам Оресту Кипренскому и Александру Варнеку.
Скончался в Петербурге, похоронен на Смоленском православном кладбище (уч. 44).

## Галерея

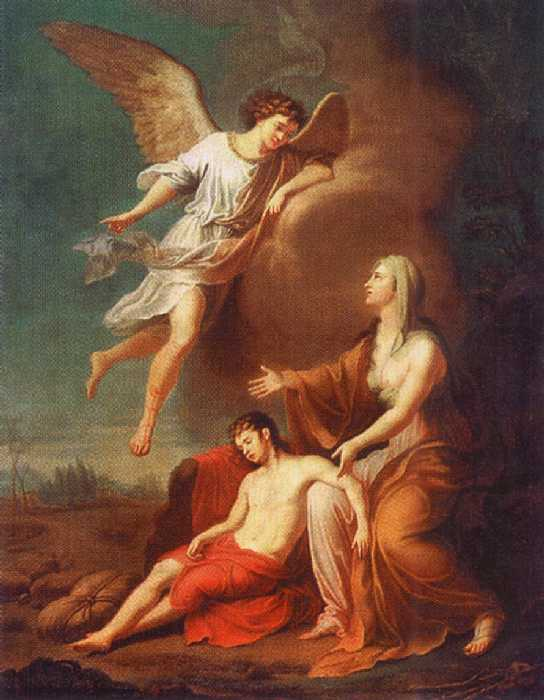
Изгнанная Агарь с малолетним сыном Измаилом в пустыне (1785)
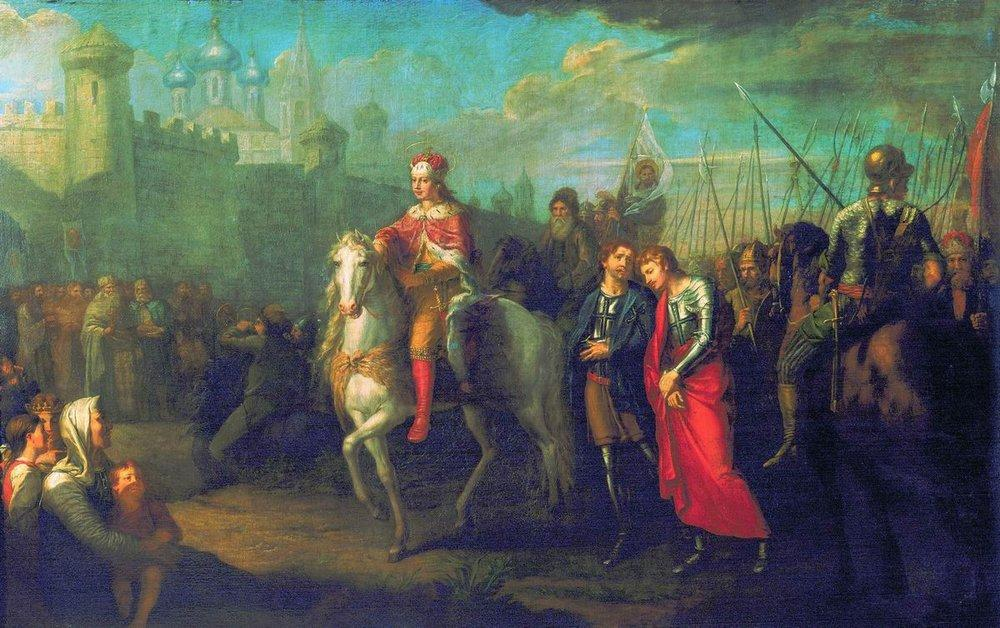
Торжественный въезд Александра Невского в город Псков после одержанной им победы над немцами (1793)
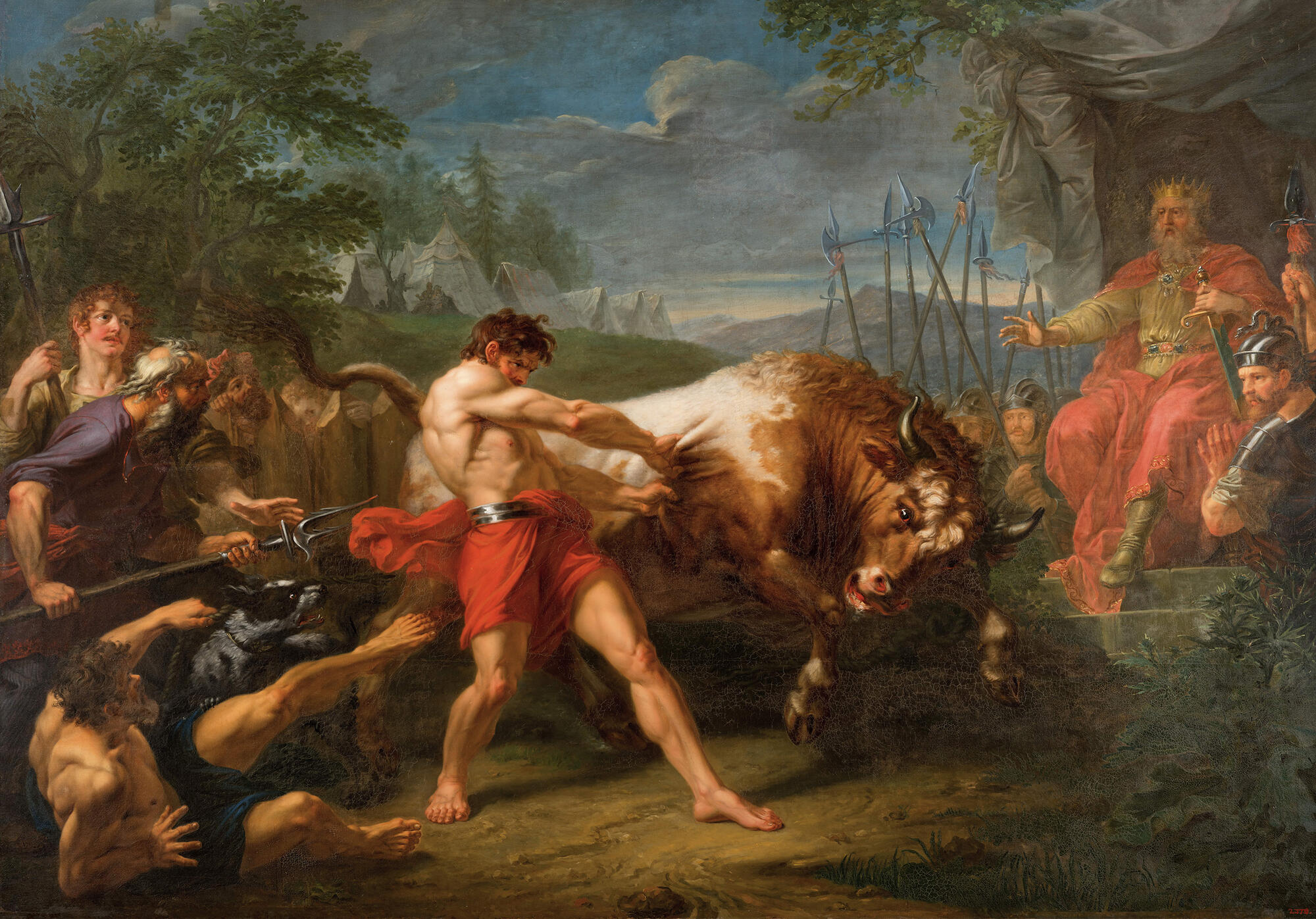
Испытание силы Яна Усмаря (1796–1797)
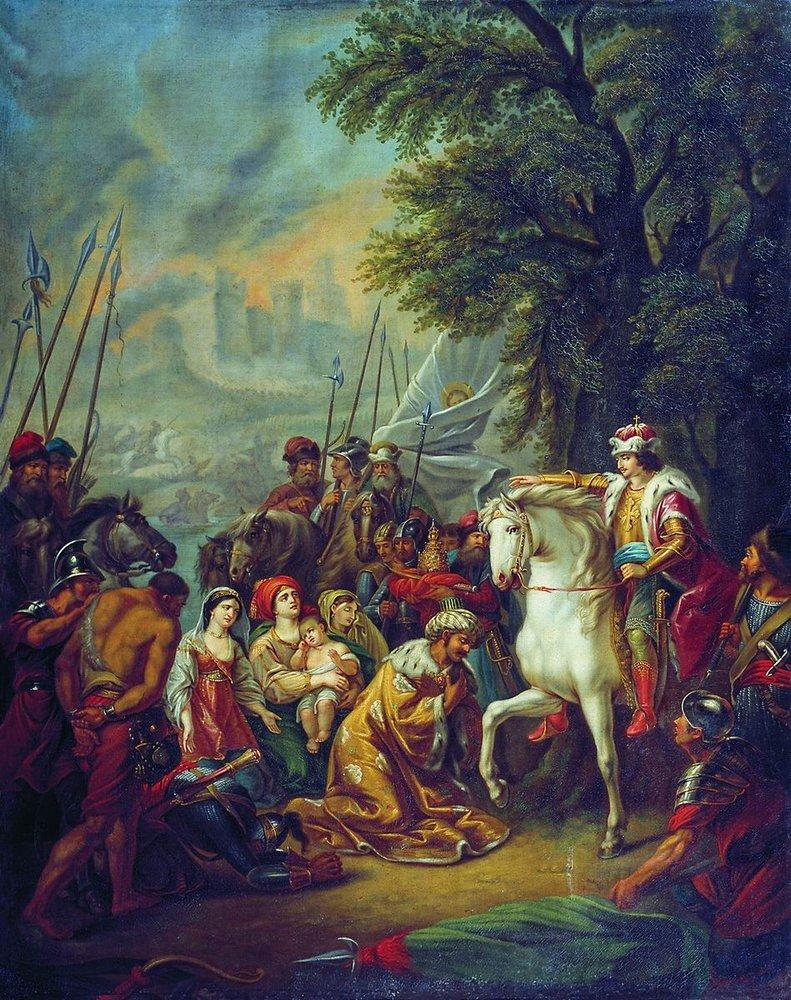
Взятие Казани Иваном Грозным 2 октября 1552 года (не позднее 1800)
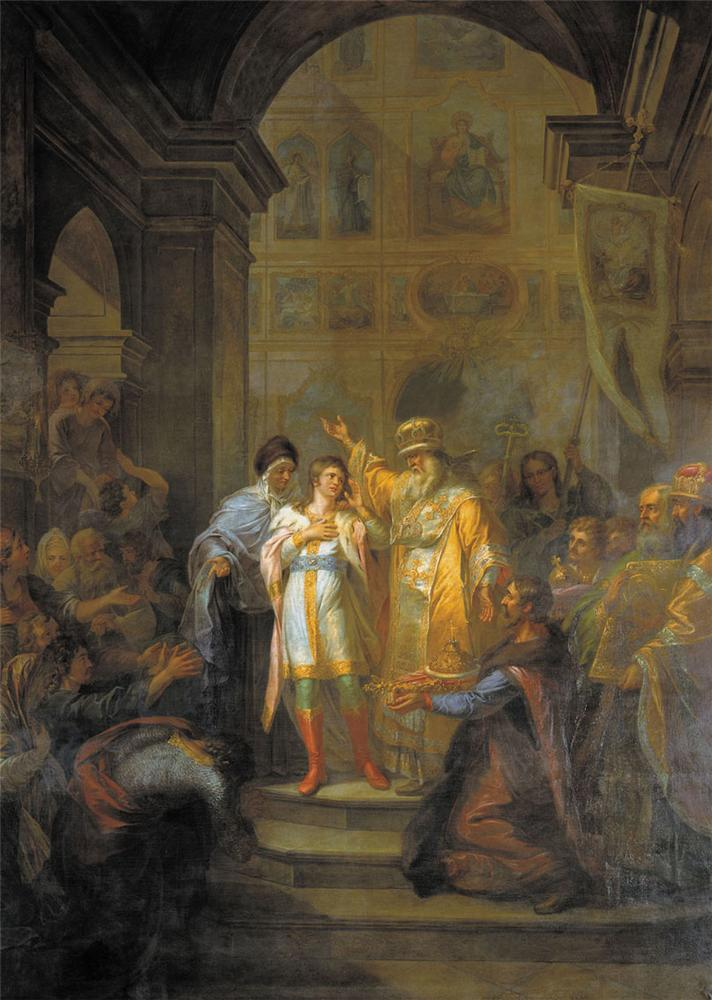
Призвание Михаила Феодоровича Романова на царство 14 марта 1613 года (не позднее 1800)
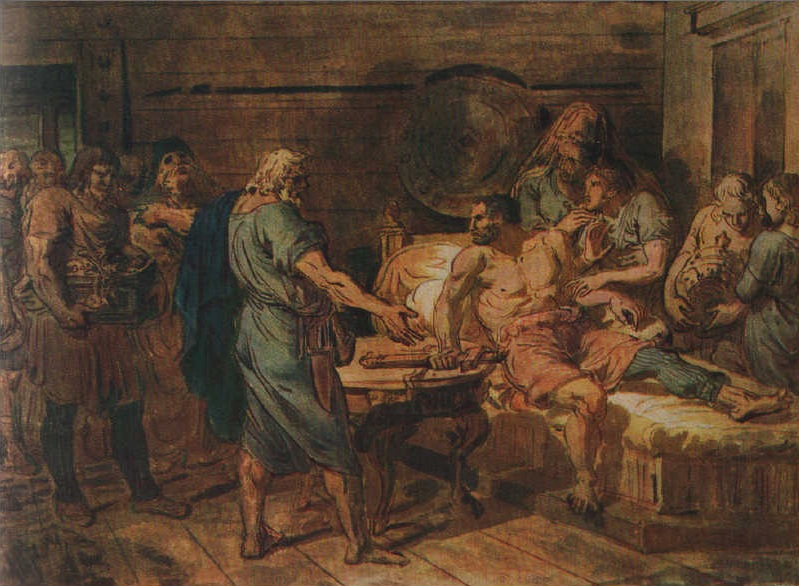
Минин взывает к князю Пожарскому о спасении Отечества (1800-е)
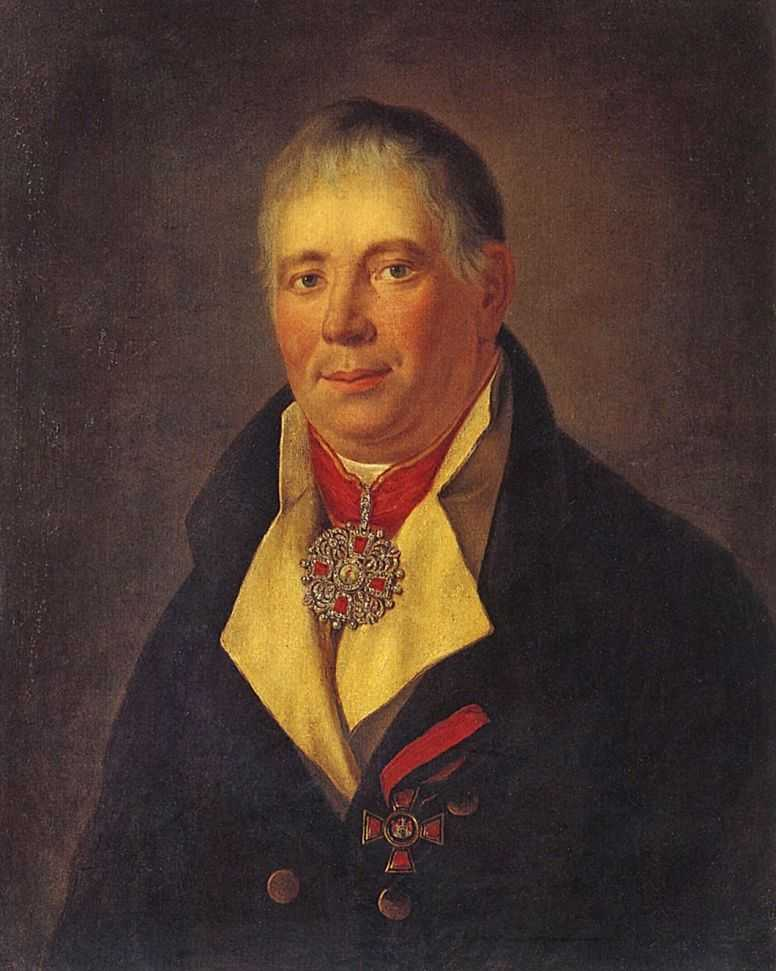
Портрет И. К. Каменецкого (1810-е)
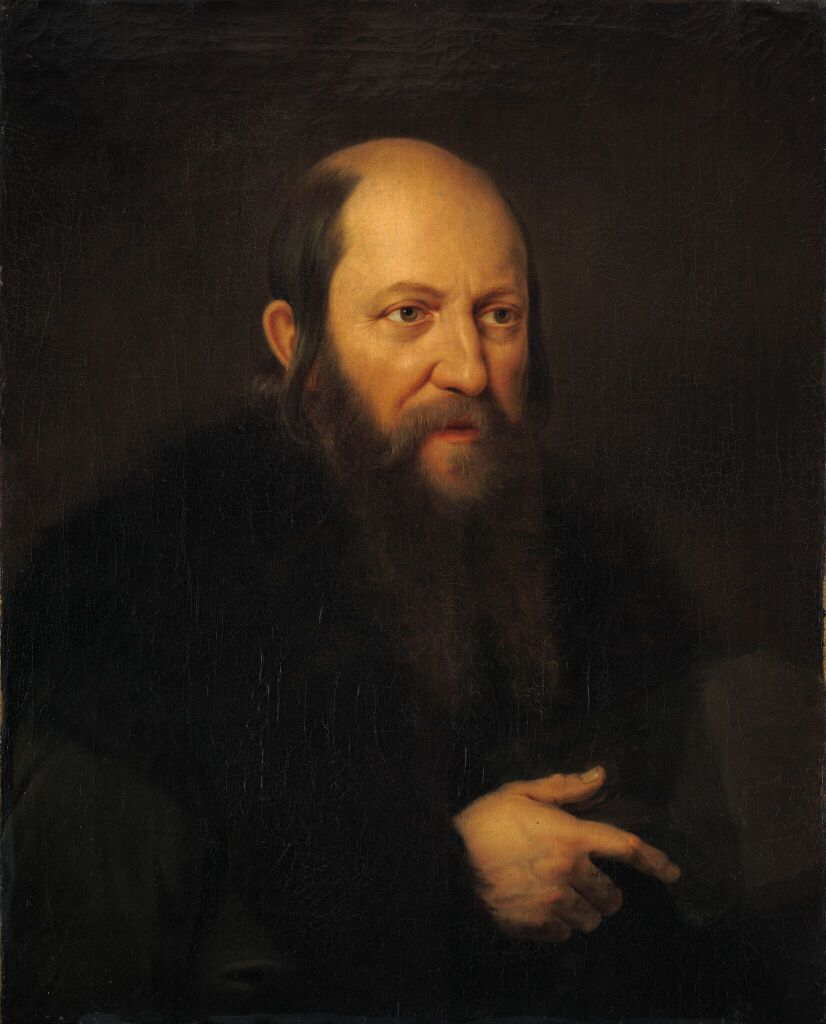
Портрет И. В. Водовозова (1814)